# Gonista meridionalis
Gonista meridionalis är en insektsart som beskrevs av Johnsen 1983. Gonista meridionalis ingår i släktet Gonista och familjen gräshoppor. Inga underarter finns listade i Catalogue of Life.